# Polygala kuriensis
Polygala kuriensis är en jungfrulinsväxtart som beskrevs av Anthony G. Miller. Polygala kuriensis ingår i släktet jungfrulinssläktet, och familjen jungfrulinsväxter. Inga underarter finns listade i Catalogue of Life.